# Lock On
"Lock On" er en nyere gren indenfor street art / gadekunst, som går ud på, at kunstneren bevæbnet med kunst, kæde og lås monterer objekter i gadebilledet, så de interagerer med omgivelserne.

## Generelt om Lock Ons
Begrebet Lock On stammer fra gadekunstkulturen. En Lock On ("lås fast til") er skulpturkunst som, typisk uden tilladelse, er sat fast til en lygtepæl eller lignende, med en form for lås. Heraf navnet .
En Lock On-gadeskulptur kan være fremstillet af forskellige materialer som træ, jern, cement, ler, polystyren eller bearbejdede/sammensatte effekter fra dagligdagen. Låsene anvendt til monteringen er ofte taget fra havarerede cykler fundet i lokalområdet.
Lock Ons er til tider fremstillet af genbrugsmaterialer fundet i området, hvor skulpturen er stillet op – i en "Trash to Treasure"-ideologi der handler om at påvirke gadebilledet ved brug af de tilstedeværende materialer. 
Lock On-genren er en "ikke destruktiv" gren af den hastigt udviklende street art-kultur..

## Danske Lock On-kunstnere
Kunstneren TEJN samler jern i gaderne, som han bearbejder og svejser sammen til skulpturer, som så får lov at genopstå i gadebilledet som kunst, låst fast med en brugt cykellås i de områder hvor jernstumperne oprindeligt blev indsamlet.
Det var oprindeligt TEJN, der introducerede begrebet, da han begyndte at låse sine svejsede jernskulpturer fast med cykellåse i København og Berlin.

## Relaterede projekter
Kunstneren Jens Galschiøt har i 1993, med projektet "Min Indre Svinehund", installeret skulpturer i byer rundt omkring i Europa.
Fredsorganisationen Pink Army, som har hovedsæde i Danmark, har placeret lyserødt krigslegetøj på udvalgte steder i gaden (dog sjældent med låse), i krigen imod krig.
I Portland i den amerikanske delstat Oregon lænker gadekunstnere legetøjsheste til gamle ringe i fortovet, som oprindeligt blev brugt til tøjring af rigtige heste.